# Ludwig Wrzol

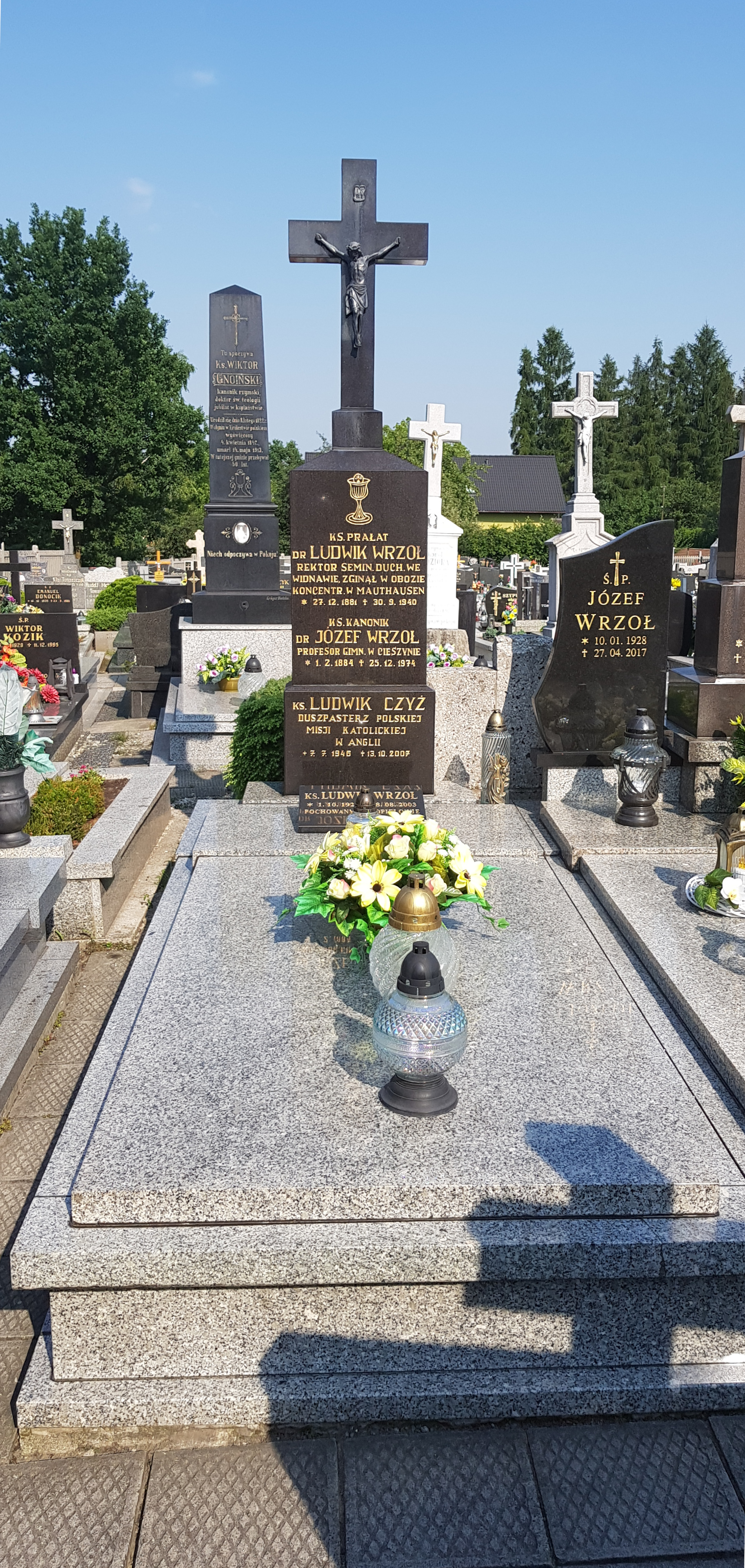
Grabmal von Ludwik Wrzoł in Zabrzeg

Ludwig Wrzol (polnisch Ludwik Wrzoł; * 27. Dezember 1881 in Zabrzeg, Teschener Schlesien; † 30. September 1940 im KZ Mauthausen) war ein römisch-katholischer Geistlicher und Märtyrer.

## Leben
Ludwig Wrzol wurde bei Bielitz geboren, das kirchenrechtlich zum Bistums Breslau gehörte. Sein Vater war Landwirt. Seine Muttersprache war Polnisch (Teschener Mundarten). Die deutsche Sprache erlernte er in der Gymnasialzeit (Bielitz-Bialaer Sprachinsel), weil sie dem begabten Schüler größere Möglichkeiten für eine geistig geprägte Laufbahn eröffnete. Nach dem Abitur in Bielitz und dem Theologiestudium am Priesterseminar Weidenau wurde er am 26. Juli 1904 zum Priester geweiht.
Er war nacheinander Präfekt in Weidenau und Religionslehrer in Bielitz. Von 1908 bis 1910 studierte er Katholische Theologie in Wien und wurde mit der Dissertation „Konstantins des Großen persönliche Stellung zum Christentum“ promoviert. Ab dem 1. September 1910 lehrte er in Weidenau an der Philosophisch-theologischen Hochschule des Priesterseminars. Von 1918 bis 1929 veröffentlichte er Studien zu und Übersetzungen von Johannes Cassianus. 1933 übernahm er die Leitung der Hochschule, was für einen Nicht-Deutschen eine erhebliche Auszeichnung bedeutete. Papst Pius XI. ernannte ihn zum Päpstlichen Geheimkämmerer und zum Päpstlichen Hausprälaten.
Nach der Eingliederung des Sudetenlandes Anfang Oktober 1938 floh er vor den Nationalsozialisten nach Teschen in Polen und unterrichtete am dortigen Gymnasium. Nach dem Überfall auf Polen im September 1939 wurde er Pfarradministrator in Ellgoth, einem Vorort von Kattowitz. Dort wurde er am 22. Mai 1940 verhaftet und über das KZ Dachau in das KZ Gusen gebracht. Am 30. September 1940 starb er im Alter von 58 Jahren. Sein Grab befindet sich in Zabrzeg. Er teilt es mit seinem jüngeren Bruder, dem Ehrendomkapitular Josef Wrzol (1888–1974).
2008 hat Bischof Tadeusz Rakoczy von Bielitz den Prozess seiner Seligsprechung eingeleitet.

## Werke
- Konstantins des Großen persönliche Stellung zum Christentum. In: Weidenauer Studien 1, 1906, S. 227–269.
- Die Psychologie des Johannes Cassianus. In: Divus Thomas 32, 1918, S. 181–213, 425–456; 34, 1920, S. 70–96; 36, 1922, S. 269–294., und:
- Die Hauptsündenlehre des Johannes Cassianus und ihre historischen Quellen. In: Divus Thomas 37, 1923, S. 385–404; 38, 1924, S. 84–91.
- (Übersetzer aus dem Lateinischen ins Polnische) (Collationes patrum XXIV. Unterredungen mit den Vätern. 24 Gespräche des Johannes Cassianus). 2 Bde. Posen 1928–1929.

## Gedenken
Die Römisch-katholische Kirche in Deutschland hat Ludwig Wrzol als Märtyrer aus der Zeit des Nationalsozialismus in das deutsche Martyrologium des 20. Jahrhunderts aufgenommen.